# Papa Bonifacio IV
Bonifacio IV (Valeria, 550 circa – Roma, 8 maggio 615) è stato il 67º papa della Chiesa cattolica dal 25 agosto 608 fino alla sua morte. Il suo culto è attestato sin dal pontificato di Bonifacio VIII (1294-1303) che ne rinvenne le reliquie nella basilica vaticana.

## Biografia
Originario di Valeria, località della contemporanea Marsica, era figlio di un medico di nome Giovanni. Prima di essere eletto pontefice fu monaco e, successivamente, promosse lo sviluppo del monachesimo. La sua elezione venne ratificata dall'imperatore di Costantinopoli il 25 agosto 608, a dieci mesi di distanza dall'elezione (il suo predecessore, papa Bonifacio III, era infatti morto nel novembre dell'anno prima).
Il Liber pontificalis menziona che il suo pontificato venne segnato da carestie, peste e inondazioni. Ulteriori notizie sono molto scarse e frammentarie. Bonifacio IV morì l'8 maggio 615 e fu sepolto in San Pietro.

### Il Pantheon di Roma
L'unico avvenimento storico concernente papa Bonifacio sul quale si hanno informazioni abbastanza esaurienti è l'autorizzazione da parte dell'imperatore bizantino Foca a trasformare il tempio romano del Pantheon in un luogo di culto cristiano. Nel 609 l'edificio venne convertito in una chiesa cristiana intitolata alla Madonna Regina dei martiri (Santa Maria ad Martyres). Per l'occasione sembra che Bonifacio abbia fatto prelevare, dalle numerose catacombe romane, ventotto carri pieni di ossa di martiri cristiani, che furono tumulate sotto l'altare principale della nuova chiesa.
Contestualmente alla consacrazione del Pantheon al culto cristiano, avvenuta il 13 maggio 609 (la domenica successiva alla Pentecoste), Lemuria venne sostituita dalla festività di Tutti i Santi, che fu fissata per quello stesso giorno, salvo poi essere traslata al 1º novembre da papa Gregorio III. In cambio, fu eretta nel Foro Romano una colonna onoraria dedicata all'imperatore Foca (il quale fu ben lieto della benevolenza dei Romani), con una sua statua in bronzo dorato posta sulla cima. Commenta il Gregorovius: «l'ultimo monumento che Roma, nello spirito delle antiche tradizioni, innalzava tra le sue rovine, era la statua del tiranno Foca, testimonianza e simbolo dell'asservimento della città a Bisanzio».

## Culto

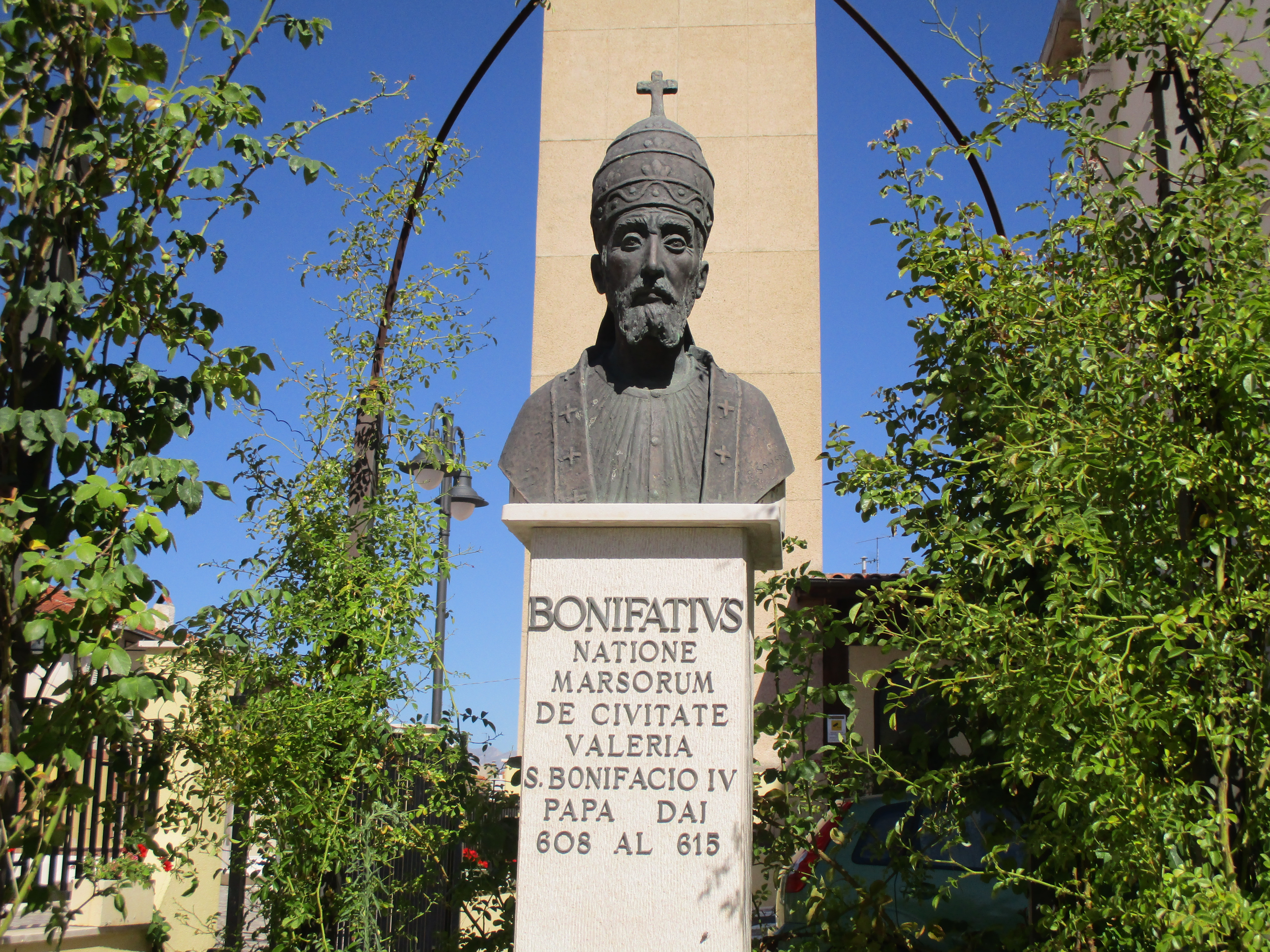
Mezzo busto a San Benedetto dei Marsi in Abruzzo

Papa Bonifacio IV venne canonizzato da Bonifacio VIII, papa dal 1294 al 1303, che scelse il nome proprio in suo onore. La sua memoria liturgica è fissata per l'8 maggio.
Il martirologio romano così lo ricorda:
« 8 maggio - A Roma presso san Pietro, san Bonifacio IV, papa, che trasformò in chiesa il tempio del Pantheon ottenuto dall'imperatore Foca e lo dedicò a Dio in onore della Beata Maria e di tutti i martiri; fu pieno di meriti anche riguardo alla vita monastica. »
Bonifacio IV viene celebrato durante le feste patronali di Luco dei Marsi (AQ) nella seconda metà di agosto.